# Krubera-Voronja
Le gouffre Krubera-Voronja ou Krubera-Voronya (en géorgien : კრუბერის გამოქვაბული) est, de 2001 à 2003 puis de 2004 à 2017, la cavité souterraine naturelle, connue et accessible depuis la surface, la plus profonde du monde. Elle fait partie du système souterrain de l'Arabika, dans les monts de Gagra en Géorgie. Depuis fin août 2024, Krubera-Voronya est de nouveau la plus profonde cavité naturelle du monde avec une profondeur de 2 224 m, suivie par le gouffre Veryovkina dont la profondeur a été ramenée à 2 209 m.

## Description

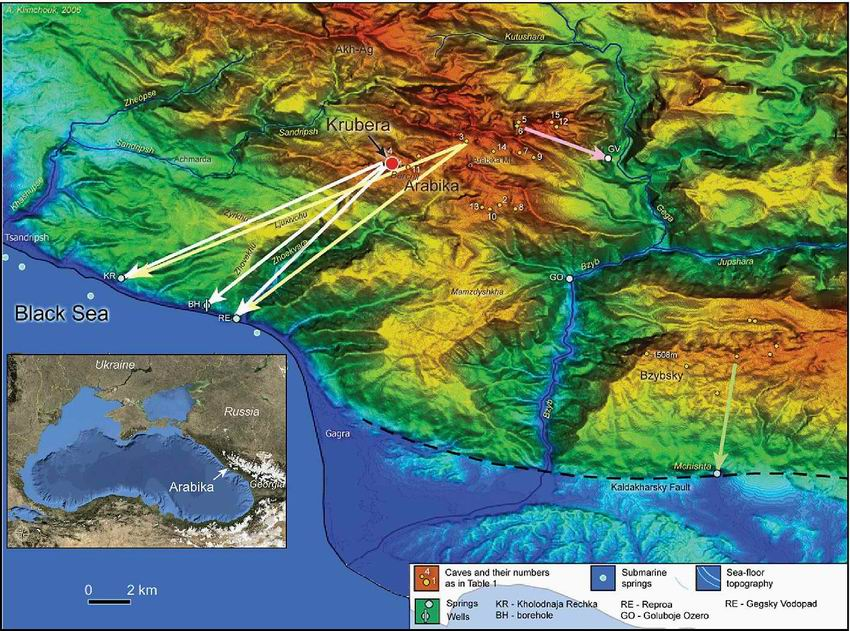
Localisation de Krubera-Voronnja et de ses résurgences dans le massif de l'Arabika.

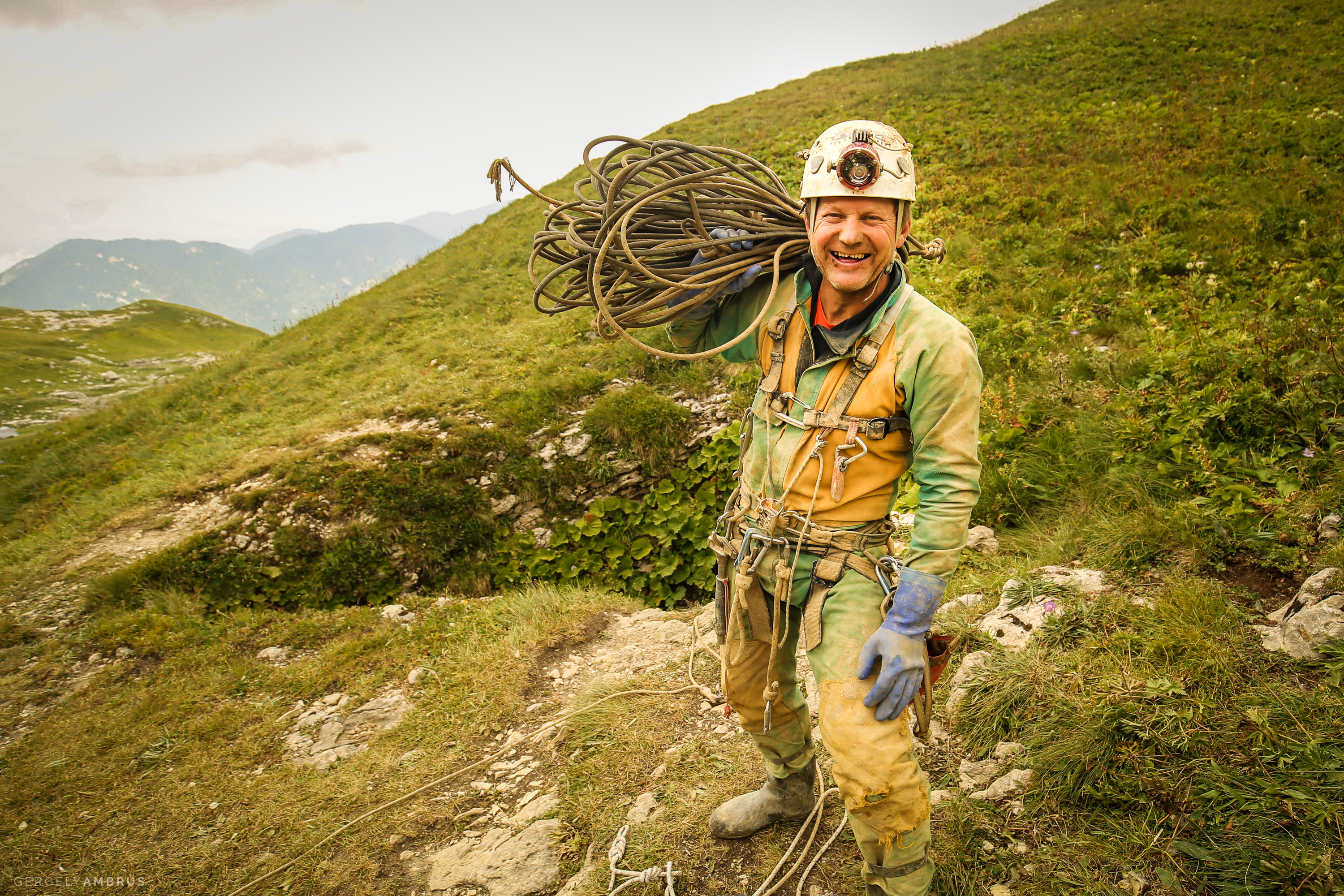
L'entrée de la cavité.

Cette cavité est située dans le massif de l'Arabika, partie des monts de Gagra, en Abkhazie, région autonome sécessionniste de la Géorgie, dans le Caucase occidental. Elle fait partie du système souterrain Arabika.
La profondeur actuelle de cette cavité, atteinte le 10 août 2012 dans le siphon terminal, est de 2 197 mètres. La précédente profondeur maximale atteinte, le 26 août 2007, était de 2 190 mètres, déjà en siphon. Auparavant, en janvier 2007, cette profondeur s'établissait à 2 140 mètres ; cela depuis octobre 2005, quand l'expédition russe (CAVEX) avait déjà accru la profondeur précédemment atteinte. En 2004, une équipe ukrainienne y avait en effet franchi la barre mythique des −2 000 mètres, pour la première fois dans l'histoire de la spéléologie, en atteignant −2 080 mètres.
Le point bas de cette cavité est également accessible par deux autres entrées du système souterrain Arabika : le gouffre Kuybyshev et l'abîme Heinrich, situés un peu plus bas en altitude. Une entrée supérieure baptisée gouffre Berchil (Berchilskaya Cave), située 100 mètres au-dessus de l'entrée Krubera-Voronja, devrait permettre de rejoindre le système souterrain Arabika en lui ajoutant 100 mètres de profondeur supplémentaires.

## Record mondial de profondeur
Le record mondial de profondeur est détenu une première fois par cette cavité, de 2001 à 2003, alors qu'elle n'était explorée à cette époque que jusqu'à −1 710 mètres de profondeur par une équipe de spéléologues russes et ukrainiens.
Avant cette date, le record de profondeur fut longtemps détenu successivement par deux cavités françaises, le gouffre Jean-Bernard (−1 602 m) et le gouffre Mirolda (−1 732 m), avec un bref intermède pour la cavité autrichienne Lamprechtsofen (−1 632 m).
Une nouvelle profondeur record de −2 196 m ou −2 197 m est atteinte en 2012 dans Krubera-Voronja par l'équipe ukrainienne UkrSA. En 2014, la cavité gagne trois mètres grâce à une entrée supérieure, la grotte d'Arbaika. Le record de profondeur (−2 199 m) reste détenu par cette cavité jusqu'en 2017.
En effet, fin août 2017, la grotte Aleksandra Verovkina ou Veryovkina Cave, située également sur les monts de Gagra, est explorée jusqu'à la profondeur de 2 204 m, puis jusqu'à 2 212 m en mars 2018 après le sondage du siphon terminal et - 2223 m en août 2023 profondeur ramenée à 2 209 mètres en 2024 après vérification a l'aide d'un drone sous-marin guidé.
Une expédition en août 2024 permet de préciser la dénivellation totale de Krubera-Voronja à 2 224 mètres ±0,5 % .

## Toponymie

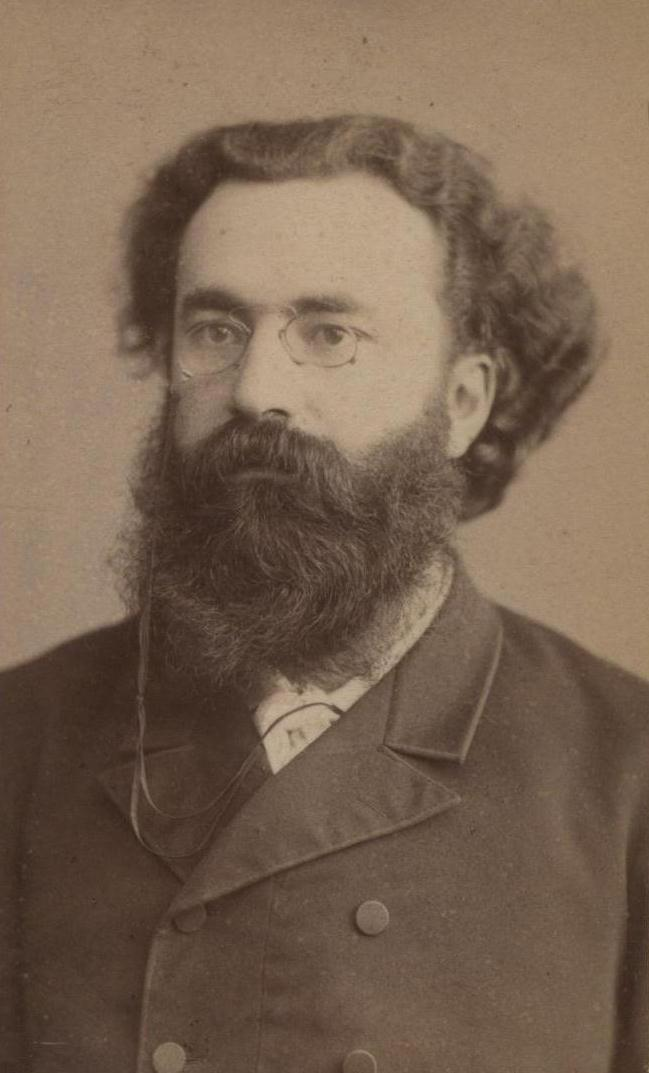
Alexandre Kruber.

Voronja (ou Voronya) signifie corbeau.
Krubera est une forme dérivée du patronyme d'Alexandre Kruber, géographe et karstologue russe du début du XXe siècle, sommité de la karstologie russe et soviétique.
Jusqu'en 1983, la cavité était connue sous le nom de gouffre Sibirskaïa (gouffre sibérien), ainsi dénommée car elle fut découverte dans les années 1960 par une expédition de spéléologues sibériens venus de Krasnoïarsk, Novossibirsk et Tomsk.

## Jalons de l'exploration

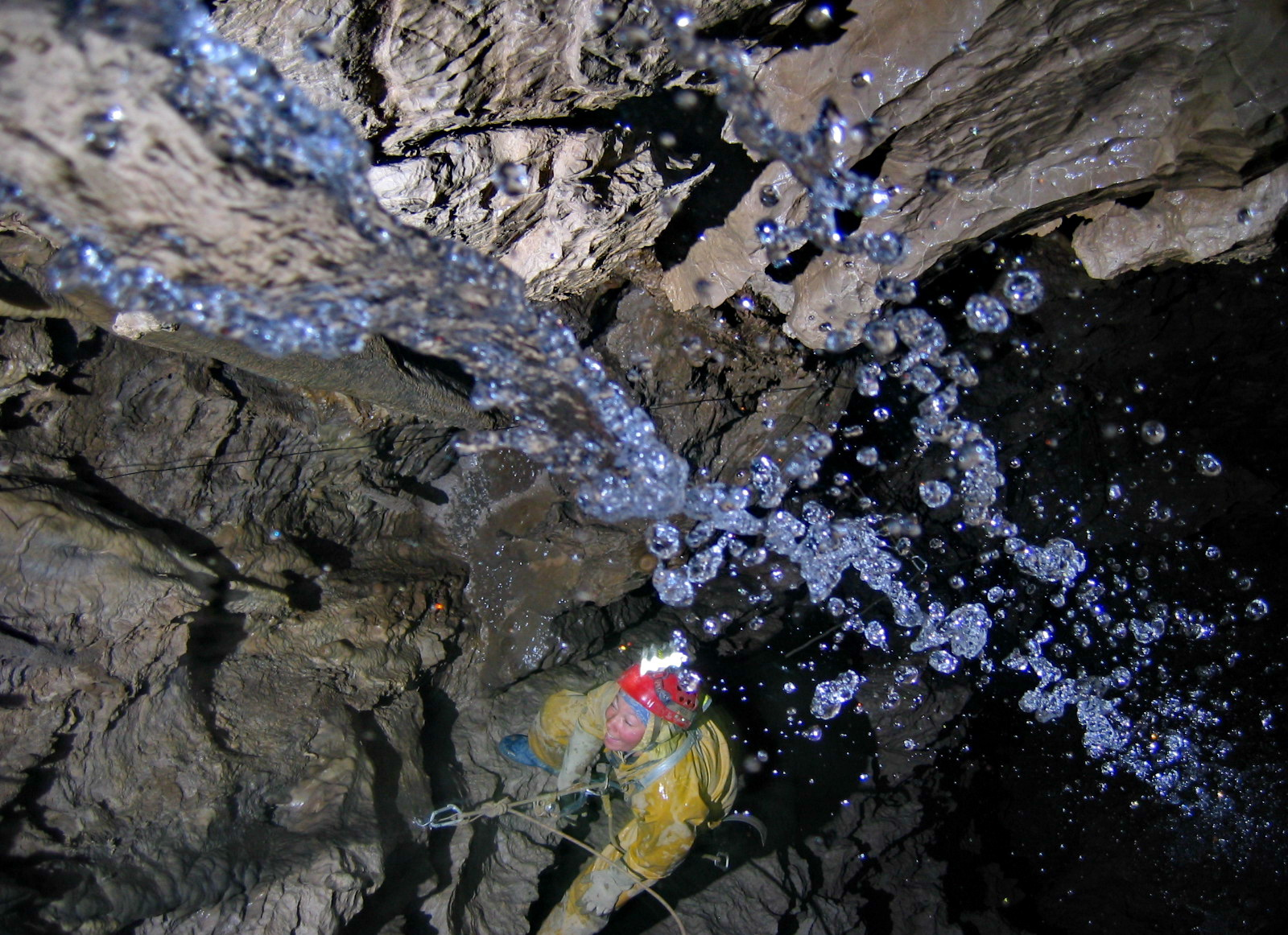
Grotte de Krubera-Voronya. Profondeur de 1340 mètres. La spéléologue Maria Plotnikova (Moscou). 2007. Expédition de l’Association spéléologique ukrainienne

Les événements marquants de l'exploration de cette cavité sont les suivants :
- 1960 : Des explorateurs géorgiens du karst local découvrent la cavité et l'explorent jusqu'à la profondeur de −180 mètres.
- 1968 : Une expédition russo-polonaise découvre trois autres cavités du futur système Arabika : le gouffre Sibérien, l'abîme Henrich et le gouffre Berchil.
- Années 1980 : le club spéléo de Kiev explore la cavité jusqu'à −340 mètres de profondeur.
- Août 1999 : L'équipe ukrainienne Deuxième échelon découvre une lucarne à −230 mètres qui l'amène jusqu'à −700 mètres dans le réseau Non-Kuibyshevskaya.
- Août 2000 : L'équipe Deuxième échelon continue l'exploration jusqu'à −1 200 mètres.
- Septembre 2000 : Les équipes UkrSA et MTDE poursuivent l'exploration jusqu'à −1 410 mètres.
- Janvier 2001 : Les équipes UkrSA et MTDE franchissent une lucarne à −1 350 mètres, qui les amènent jusqu'à un siphon à la cote −1 430 mètres. Puis un passage latéral à −1 420 mètres leur permet d'atteindre −1 710 mètres, ce qui constitue le record mondial de profondeur de l'époque, précédemment détenu par le gouffre Lamprechtsofen (PL2) en Autriche[10].
- Août 2003 : Les équipes de CAVEX et du club de Kiev passent le siphon de −1 440 mètres (siphon 1) et atteignent la profondeur de −1 660 mètres.
- Juillet 2004 : L'équipe CAVEX continue dans la même branche jusqu'à un nouveau siphon (siphon 2) à −1 810 mètres.
- Août 2004 : L'équipe UkrSA découvre un passage latéral à −1 660 mètres, qui la conduit à un nouveau siphon à −1 824 mètres,
- Octobre 2004 : L'équipe UkrSA continue jusqu'à −2 080 mètres. Pour la première fois dans l'histoire de la spéléologie, cette équipe franchit donc la cote symbolique de −2 000 mètres, dans une cavité souterraine naturelle[11].
- Janvier 2005 : Une expédition CAVEX est annulée à cause du crash d'un hélicoptère. Aucun mort n'est signalé mais le pilote de l'hélicoptère et deux spéléologues sont blessés.
- Février 2005 : Un siphon à −1 980 mètres est franchi par UkrSA.
- Juillet 2005 : CAVEX descend 160 mètres de plus, derrière le siphon de −1 980 mètres. Cela les conduit à la profondeur de −2 140 mètres, qui constituait le record absolu du moment. Durant cette campagne, trois siphons situés sous la côte relative des −2 000 mètres ont été franchis.
- Septembre 2006 : Une nouvelle profondeur de −2 158 mètres est atteinte par l'équipe ukrainienne, arrêt sur siphon[12].
- Janvier 2007 : La profondeur de −2 170 mètres aurait été atteinte par une expédition russe (CAVEX ?).
- Août 2007 : Le record de −2 190 mètres est atteint en siphon par l'équipe ukrainienne UkrSA.
- Septembre 2012 : Nouveau record de profondeur avec −2 196 m[13]ou −2 197 m[14] par l'équipe ukrainienne UkrSA.

L'exploration d'une telle cavité est évidemment une épreuve physique difficile, liée notamment à la profondeur et aux conditions hivernales.
La situation politique troublée par la sécession de l'Abkhazie rend également l'organisation des expéditions très difficile.
Enfin, depuis 2005 environ, la concurrence entre les équipes russes et ukrainienne semble entraîner des entorses à l'éthique spéléologique et sportive.[réf. nécessaire]

## Faune cavernicole

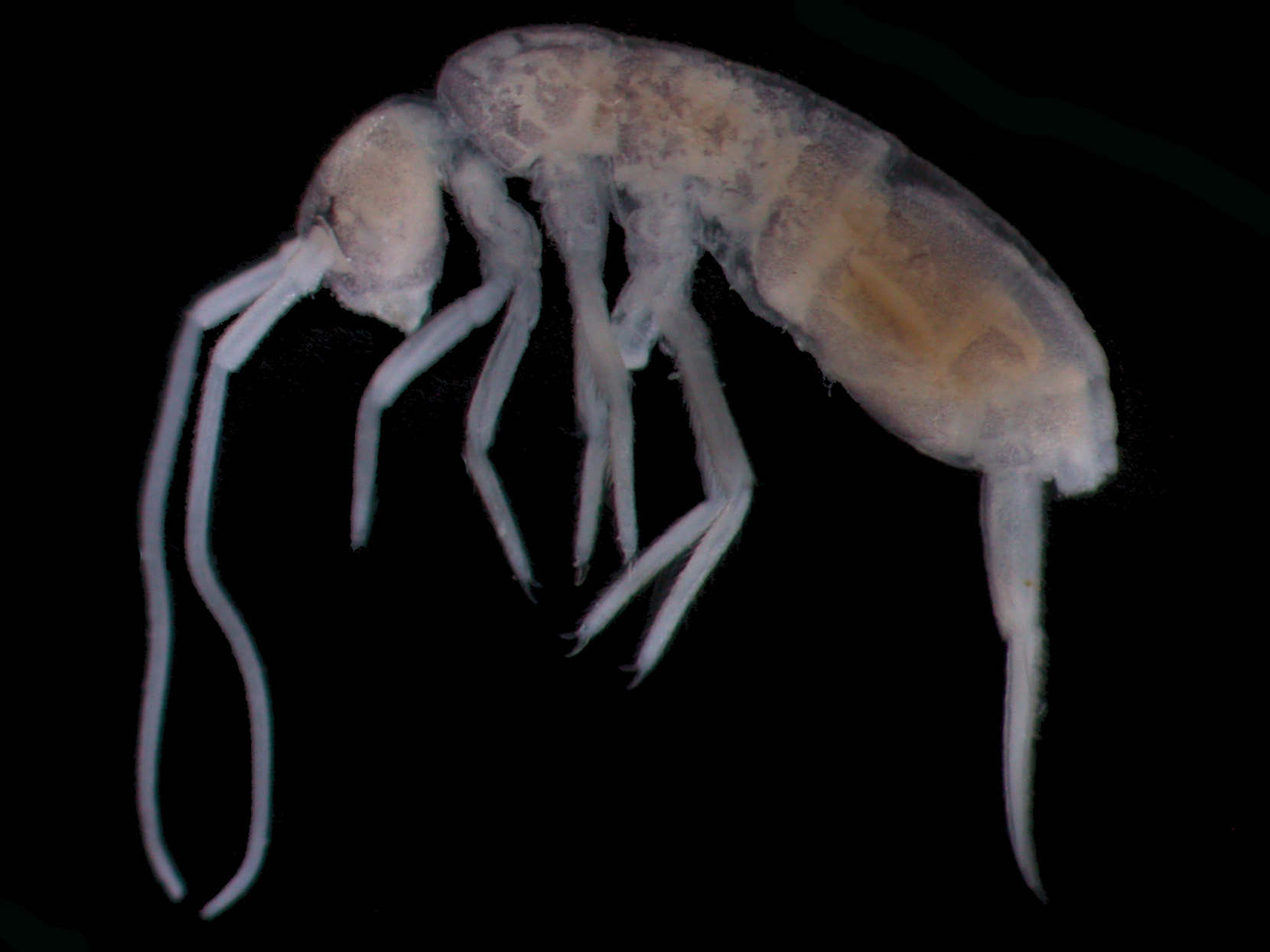
Plutomurus ortobalaganensis.

Une équipe ibéro-russe a rapporté quatre nouvelles espèces d'arthropodes de la classe des collemboles, vivant à la cote −1 980 m, dont l'espèce dénommée Plutomurus ortobalaganensis.
C'est la première fois que la présence d'arthropodes est mise en évidence à une telle profondeur, établissant par là même un record concernant la vie terrestre,.

### Vidéo
- (uk) [vidéo] « État des lieux des explorations de Krubera-Voronja » : « Sous-titres en anglais. », Yuri Kaysan, 23 février 2017, youtube.com (consulté le 22 février 2018).
- (en + fr) [vidéo] « Voyage au Centre de la Terre » : « Piste audio 15 langues », Ruhi Çenet, 12 décembre 2024, youtube.com (consulté le 12 décembre 2024).